# Bracknell
Bracknell város az Egyesült Királyságban, Délkelet-Angliában, Berkshire megyében. Lakossága 50 ezer fő volt 2001-ben.

## Látnivalók
Főbb látnivalók és szabadidős helyek a városban és környékén:
- Easthampstead Park (uradalmi épület és park)
- Coral Reef - Bracknell's Water World
- The Look Out Discovery Centre
- Zipline & Aerial Adventure Parks
- Lily Hill Park (sétautak)
- The Vintage Pavilion (Warfield)
- Westmorland Park (Warfield)

## Nevezetes szülöttei
- Hugh Welchman (* 1975), filmproducer
- Camilla Luddington (* 1983), színész